# Rahab

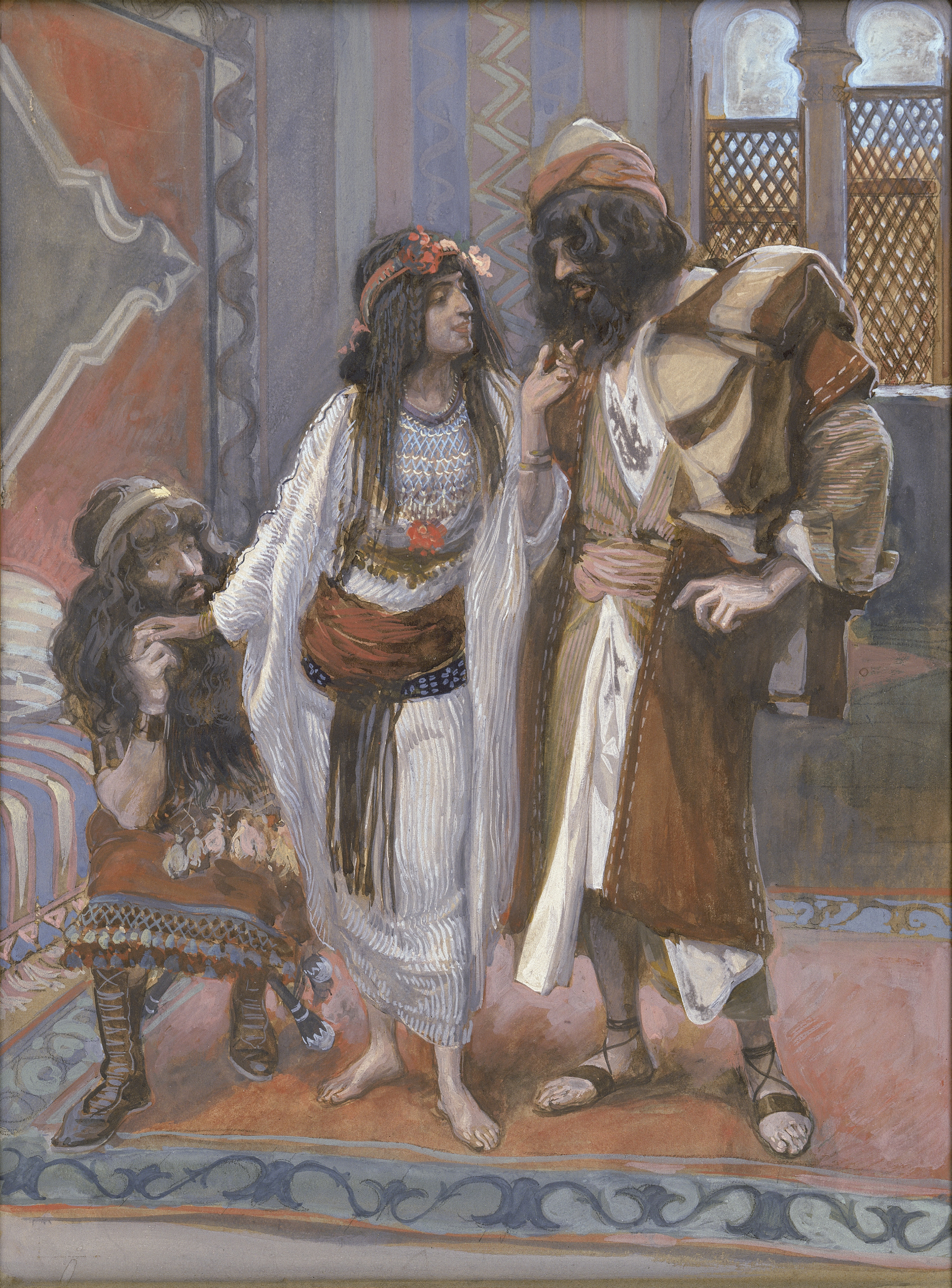
Rahab (centru), în tabloul Desfrânata din Ierihon și cele două iscoade al lui James Tissot.

Rahab (în ebraică רָחָב, transliterat: Raẖav, în arabă رحاب) a fost, potrivit cărții lui Iosua, o femeie care locuia în orașul Ierihon din Țara Făgăduinței și care i-a ajutat pe israeliți să ocupe orașul prin trădarea propriului ei popor (Cartea lui Iosua Navi 2:1-24). În Noul Testament ea este lăudată atât ca un exemplu de sfântă care a dovedit credință, cât și ca o persoană dreaptă care a săvârșit fapte bune.

## Ocupația lui Rahab
Cuvântul ebraic אשה זונה, folosit pentru a o descrie pe Rahab în Iosua 2:1, înseamnă literal „o femeie prostituată”. Numele lui Rahab este probabil forma scurtată a propoziției rāḥāb-N, „zeul N a deschis/a lărgit (pântecul?)”. Cuvântul ebraic zōnâ poate desemna prostituția laică sau religioasă, iar aceasta din urmă este în general considerată a fi un element invariant al practicii religioase canaanene, deși cercetătorii contemporani contestă acest lucru. Cu toate acestea, a existat un cuvânt separat, qědēšâ, care putea fi utilizat pentru a desemna prostituatele care practicau ritualul fertilității.
Josephus menționează că Rahab ținea un han, dar nu spune dacă închirierea de camere era singura ei sursă de venit. Nu era neobișnuit ca un han și un bordel să funcționeze în aceeași clădire; astfel, intrarea în casa lui Rahab nu contrazicea ordinele lui Iosua. Într-adevăr, după cum remarcă Robert Boling, un astfel de stabiliment putea fi o locație ideală în care spionii să adune informații. Mai mulți cercetători biblici au remarcat că naratorul din Iosua 2 ar fi intenționat să reamintească cititorilor „simbioza din vremuri imemorabile între serviciul militar și casa de toleranță”.
Epistola lui Iacov și Epistola către evrei din Noul Testament urmează tradiția stabilită de către traducătorii Septuagintei prin folosirea cuvântului grecesc „πόρνη” (pórnē, care este de obicei tradus în română ca „prostituată” sau „desfrânată”) pentru a o descrie pe Rahab.
William L. Lyons a observat că interpreții biblici au considerat-o pe Rahab ca un model de ospitalitate, milă, credință, răbdare și pocăință în interacțiunea cu spionii lui Iosua. Astfel, desfrânata Ierihonului a devenit un model de virtute.

## În Biblia ebraică

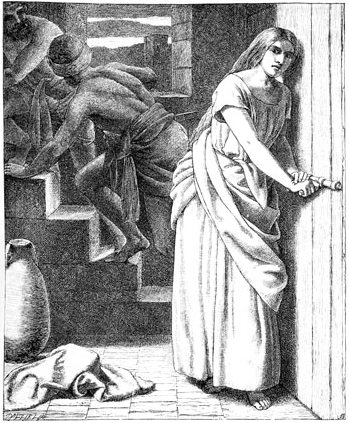
Rahab

Potrivit cărții lui Iosua, atunci când evreii s-au așezat în Sitim din valea Iordanului, vizavi de Ierihon, și se pregăteau să traverseze râul, Iosua a trimis doi spioni să se informeze cu privire la puterea militară a orașului Ierihon. Spionii au rămas în casa lui Rahab, care era construită chiar în zidul cetății. Soldații trimiși să captureze iscoadele i-au cerut lui Rahab să-i scoată din casă, dar femeia i-a ascuns în schimb sub mănunchiurile de in aflate pe acoperișul casei. Era perioada recoltării orzului, iar inul și orzul se coc în același timp pe valea Iordanului, astfel că „ar fi fost de așteptat ca mănunchiurile de tulpini de in să fie atunci în plin proces de uscare”.

Rahab le-a spus iscoadelor: 
„Știu că Domnul v-a dat vouă pământul acesta, căci frica voastră a căzut asupra noastră și toți locuitorii pământului acestuia au frică de voi. Pentru că am auzit noi cum a secat Domnul Dumnezeu înaintea voastră Marea Roșie, când ați ieșit din Egipt, și câte ați făcut voi cu cei doi regi ai amoreilor peste Iordan, cu Sihon și cu Og, pe care i-ați pierdut. Când am auzit noi de acestea, ne-a slăbit inima și în nici unul din noi n-a mai rămas bărbăție în fața voastră, căci Domnul Dumnezeul vostru este Dumnezeu în cer sus și pe pământ jos. Acum dar jurați-mi pe Domnul Dumnezeul vostru că, precum am făcut eu milă cu voi, veți face și voi milă cu casa tatălui meu și dați-mi semn de nădejde, că veți lăsa cu viață pe tatăl meu, pe mama mea, pe frații mei, pe surorile mele, toată casa mea și veți izbăvi sufletul meu de la moarte.”—Iosua 2:9-13.
După ce au scăpat, spionii au promis că îi vor cruța pe Rahab și pe familia ei, după ce vor ocupa orașul, dacă ea va pune ca semn o funie roșie la fereastră. Unii au susținut că simbolul funiei roșii anticipează practica felinarelor roșii de la casele de toleranță contemporane.
Când Ierihonul a căzut, Rahab și familia ei au fost cruțați potrivit promisiunii iscoadelor și au fost incluși în rândul poporului evreu. (În orașele antice care erau cucerite după un asediu îndelungat aveau loc frecvent masacre și jafuri.)
Michael Coogan susține că cartea lui Iosua, mai mult decât orice altă carte a Bibliei, conține scurte narațiuni etiologic care explică originea ritualurilor religioase, a trăsăturilor topografice, a relațiilor genealogice și a altor aspecte ale vieții evreiești antice și că legenda lui Rahab este un astfel de exemplu. Povestea lui Rahab ar oferi, prin urmare, un răspuns cu privire la modul în care un grup canaanit a devenit parte a Israelului, în ciuda poruncii incluse în Deuteronom de a-i ucide pe toți canaaniții și de-a nu se amesteca cu ei.

## În literatura rabinică
În midraș, Rahab este menționată ca una dintre cele mai frumoase patru femei pe care le-a cunoscut vreodată lumea, împreună cu Sarah, Abigail și Esther. În Talmudul babilonian se spune că oricine menționează numele lui Rahab o poftește și, potrivit unui rabin, simpla invocare a numelui ei poate provoca chiar și orgasm unei persoanei (Megillah 15a). Se spune că Rahab s-a convertit la iudaism la vârsta de 50 de ani și s-a pocăit de trei păcate, spunând: 
„Stăpâne al Universului! Am păcătuit cu trei lucruri [cu ochiul, cu coapsa și cu stomacul]. Iartă-mă datorită acestor trei lucruri: frânghia, fereastra și zidul [iartă-mă pentru că am practicat prostituția pentru că mi-am pus viața în pericol atunci când am tras funia pentru iscoade de pe fereastră pe zid].”—Talmudul Babilonian, Zevahim 116a-b
Potrivit unei tradiții asemănătoare Rahab ar fi spus: „Iartă-mă datorită frânghiei, ferestrei și inului [tulpinile de in sub care i-a ascuns pe spioni]”.
Rabinii au considerat-o pe Rahab ca o convertită valoroasă la iudaism și au atestat că Rahab s-a căsătorit cu Iosua după convertirea sa; printre descendenții lor se numără profeții Ieremia, Hilchia, Seraia, Mahseia și Baruch și proorocița Hulda, deși nu există nicio mențiune în cartea lui Iosua a faptului că liderul comunității s-a căsătorit cu cineva sau că ar fi avut o viață de familie. Rahab este menționată adesea alături de Jethro (Yitro) și Na'aman ca „exemple pozitive” de convertiți care s-au alăturat israeliților, iar într-un alt midraș Rahab se manifestă ca un avocat al tuturor națiunilor lumii.

## În Noul Testament
În Noul Testament, Rahab (în greacă Ῥαάβ) din cartea lui Iosua este menționată ca un exemplu de femeie de credință, care a săvârșit fapte bune. Rahab este descrisă ca „prostituată” în fiecare din aceste pasaje.
O altă ortografie a numelui, Rahav (în greacă Ῥαχάβ), este menționată în Evanghelia după Matei ca unul dintre strămoșii lui Isus (Matei 1:5). Ea s-a căsătorit cu Salmon din seminția lui Iuda și a fost mama lui Boaz. Multe alte traduceri biblice îi transcriu numele Rahab, ceea ce sugerează o încercare de diferențiere între cele două femei.
Cel puțin un apologet a susținut că dovezile lingvistice și textuale sugerează că cele două femei nu erau una și aceeași. Concordața lui Strong explică scrierea difereită ca având aceeași însemnătate, Rahab și Rahav, fiind pur și simplu două grafii diferite, pentru aceeași persoană. 
Însemnătatea teologică din genealogia lui Matei (cf. Matei 1:5), pentru Isus având-o pe Rahab, o prostituată, ca parte din arborele lui ancestral, este că Isus nu s-a temut să fie identificat cu păcătoșii, și a luat asupra lui orice rușine, sau neputință umană, Rahab fiind și ea, după cum este scris în Evrei (cf. Evrei 11:31), salvată prin credință. 
Așadar, Rahab e un model veterotestamentar, care prefigurează salvarea prin credință. 

## În ficțiune
- Rahab este prezentată ca un suflet virtuos (în Cercul al Treilea al Paradisului) în Divina Comedie a lui Dante (Paradiso 9.112 ff.)
- Rahab este un personaj din miturile lui William Blake. Ea este descrisă ca o desfrânată, asemănătoare cu desfrânata Babilonului, și reprezintă alături de personajul Tirzah al lui Blake o personificare a materialismului, ipocriziei religioase și a decăderii morale. Legătura ei cu Urizen, care personifică vag lipsa de rațiune, este considerată un fapt ce întărește ideea decăderii umane necesară pentru a cauza Judecata de Apoi.
- Afshar, Tessa. Pearl in the Sand (2010), ISBN: 978-0-8024-5881-0; relatare ficțională a vieții lui Rahab, incluzând părăsirea Ierihonului, convertirea la iudaism și căsătoria cu Salmon.
- Burton, Anne. Rahab's Story (2005), ISBN: 0-451-21628-8; o relatare ficțională a primei etape a vieții lui Rahab și a întâlnirii cu spionii evrei, cartea 2 din seria „Women of the Bible” a lui Burton.
- Havel, Carlene și Faucheux, Sharon. The Scarlet Cord (2014), ISBN: 1940099692; relatare ficțională a vieții lui Rahab.
- MacFarlane, Hannah. The Scarlet Cord (2009), ISBN: 1844273709; relatare ficțională a vieții lui Rahab.
- Morris, Gilbert. Daughter of Deliverance. ISBN: 0-7642-2921-4; relatare ficțională a faptei eroice a lui Rahab și a vieții ei ulterioare printre evrei. Cartea 6 din seria „Lions of Judah”.
- Rivers, Francine. Unashamed: Rahab (2000), ISBN: 978-0842335966; relatare ficțională a vieții lui Rahab, cartea 2 din seria „The Lineage of Grace” a lui Rivers.
- Slaughter, Frank G. The Scarlet Cord: A Novel of the Woman of Jericho (1956), ISBN: 0671774980; relatare ficțională a vieții lui Rahab.
- Wolf, Joan. This Scarlet Cord: The Love Story of Rahab (2012), ISBN: 1595548777, relatare ficțională a vieții lui Rahab.
- Rahab este interpretată de Myrna Fahey în serialul TV Tunelul Timpului (1967).
- Rahab este interpretată de Stephanie Leonidas în miniserialul TV Biblia (2013).
- Smith, Jill Eileen. The Crimson Cord: Rahab's Story (2015). ISBN: 978 0 8007 2034 6; relatare ficțională a vieții lui Rahab, cartea 1 din seria „Daughters of the Promised Land” a lui Smith.

## Legături externe
- Rahab Arhivat în 14 noiembrie 2007, la Wayback Machine. pe Ask Moses.com
- Întrebări Arhivat în 8 septembrie 2019, la Wayback Machine. despre ocupația lui Rahab.